# سوترا (کومونه)
سوترا (به ایتالیایی: Sutera) یک کومونه در ایتالیا است که در استان کالتانیستا واقع شده‌است. سوترا ۳۵٫۵ کیلومتر مربع مساحت و ۱٬۶۴۹ نفر جمعیت دارد و ۵۹۰ متر بالاتر از سطح دریا واقع شده‌است.

## خواهرخوانده
شهرهای نولا (ایتالیا)، Broxbourne، دلینگن، سار، Borough of Broxbourne و خویرزوردا خواهرخوانده‌های سوترا (کومونه) هستند.